# Argument de la régression
L'argument de la régression (ou diallelus en latin et di allelon « 
grâce ou par l'intermédiaire d'une autre » en grec) est l'argument selon lequel toute proposition nécessite une justification. Or, toute justification nécessite elle-même un support. Cela signifie que toute proposition, quelle qu'elle soit, peut être remise en question sans fin (infiniment), ce qui entraîne une régression infinie. C'est un problème en épistémologie et dans toute situation générale où une proposition doit être justifiée,,.

## Origine
Le point de départ du débat est le problème d'Agrippa: si quelqu'un fait une affirmation, alors il doit la défendre par une justification ou un argument. Mais cette justification contient elle-même une affirmation, qu'il faut justifier à son tour. Et ainsi de suite. À terme, seules trois situations sont possibles : 1) la justification s'arrête à certaines affirmations qui ne sont pas elles-mêmes justifiées, 2) la justification continue à l'infini, ou 3) la justification s'appuie circulairement sur des affirmations qu'elle devait justifier. Ce problème est souvent appelé trilemme d'Agrippa, parce qu'il a été formulé par le philosophe sceptique Agrippa, et nous est parvenu par l'intermédiaire de Sextus Empiricus. L'argument peut être considéré comme une réponse à la suggestion dans le Théétète de Platon que la connaissance est une croyance vraie justifiée.
Le trilemme d'Agrippa est aussi connu sous le nom de trilemme de Fries (d'après Jakob Friedrich Fries, le premier à l'avoir formulé comme un trilemme), est devenu connu sous le nom trilemme de Münchhausen (d'après l'histoire du Baron de Münchhausen s'extirpant d'un marais en se soulevant lui-même par les cheveux), ou argument de la régression.

## Réponses
Chez Agrippa, ces trois options font partie des cinq « modes » par lesquels le sceptique peut suspendre toute affirmation. Agrippa les tient donc toutes les trois pour mauvaises, et les nomme respectivement : l'hypothèse (aussi appelée l'arrêt dogmatique), la régression à l'infini, et le cercle vicieux.

### Fondationnalisme
Peut-être la chaîne commence-t-elle par une croyance justifiée mais qui ne se justifie pas par une autre croyance. De telles croyances sont appelées croyances de base. Dans cette solution, appelé fondationnalisme, toutes les croyances sont justifiées par des croyances de base. Le fondationnalisme cherche à échapper à l'argument de la régression en prétendant qu'il existe des croyances pour lesquelles il est inconvenant de demander une justification. (voir aussi a priori). Cela équivaut à une prétention que certaines choses (croyances de base) sont vraies en elles-mêmes.
Le fondationnalisme est la croyance qu'une chaîne de justification commence avec une croyance justifiée mais qui ne se justifie pas par une autre croyance. Ainsi, une croyance est justifiée si et seulement si :
1. C'est une croyance de base/fondationnelle
2. Elle est justifiée par une croyance de base
3. Elle est justifiée par une chaine de croyances finalement justifiée par une croyance ou des croyances de base.

Le fondationnalisme peut être comparé à un bâtiment. Les croyances individuelles ordinaires occupent les étages supérieurs de l'immeuble tandis que les croyances de base, ou fondamentales, sont au sous-sol, dans les fondations du bâtiment, tenant tout le reste vertical. De la même manière, les croyances individuelles, que ce soit de l'économie ou de l'éthique par exemple, reposent sur les croyances les plus fondamentales, disons au sujet de la nature des êtres humains ; et celles qui reposent sur des croyances encore plus fondamentales, disons au sujet de l'esprit ; et à la fin tout le système repose sur un ensemble de croyances de base qui ne sont pas justifiées par d'autres croyances.

### Cohérentisme
De façon alternative, la chaîne de raisonnement peut se boucler sur elle-même, formant un cercle. Dans ce cas, la justification de toute déclaration est utilisée, peut-être après une longue chaîne de raisonnement, pour se justifier elle-même et l'argument est circulaire. Ceci est une version du cohérentisme.
Le cohérentisme est la croyance qu'une idée est justifiée si et seulement si, elle fait partie d'un système cohérent de croyances qui se soutiennent mutuellement. Dans les faits, le cohérentisme nie que la justification ne puisse prendre que la forme d'une chaîne. Le cohérentisme remplace la chaîne par un réseau holistique.
L'objection la plus courante du cohérentisme naïf est qu'il repose sur l'idée que la justification circulaire est acceptable. Dans cette perspective, P soutient finalement P. Les cohérentistes répondent que ce n'est pas seulement P qui soutient P, mais P avec la totalité des autres affirmations dans l'ensemble du système de croyance.
Le cohérentisme accepte toute croyance qui fait partie d'un système cohérent de croyances. En revanche, P peut adhérer à P1 et P2 sans que P, P1 ou P2 soient vrais. Au lieu de cela, les cohérentistes pourraient dire qu'il est très peu probable que l'ensemble du système serait à la fois vrai et cohérent et que si une partie du système était faux, il serait presque certainement incompatible avec une autre partie du système.
Une troisième objection est que certaines croyances découlent de l'expérience et non d'autres croyances. Un exemple suppose que l'on cherche dans une pièce qui est totalement sombre. La lumière se fait momentanément et l'on voit un lit à baldaquin blanc dans la salle. La croyance selon laquelle il y a un lit à baldaquin blanc dans cette chambre est entièrement fondée sur l'expérience et non pas sur toute autre croyance. Bien sûr, d'autres possibilités existent comme de supposer que le lit à baldaquin blanc est une complète illusion ou que l'on a des hallucinations, mais la croyance reste bien justifiée. Le cohérentisme pourrait répondre que la croyance qui soutient la croyance qu'il y a un lit à baldaquin blanc dans cette chambre est que l'on a vu le lit, quelque brièvement que ce soit. Cela semble être un qualificateur immédiat qui ne dépend pas d'autres croyances et semble ainsi prouver que le cohérentisme n'est pas vrai parce que des croyances peuvent être justifiées par des concepts autres que des croyances. Mais d'autres ont fait valoir que l'expérience de voir le lit est en effet tributaire d'autres croyances sur ce à quoi ressemble réellement un lit, un auvent et ainsi de suite.
Une autre objection est que la règle exigeant la « cohérence » dans un système d'idées semble être une croyance injustifiée.

### Infinitisme
L'infinitisme fait valoir que la chaîne peut durer éternellement. Les critiques soutiennent que cela signifie qu'il n'y a jamais de justification adéquate pour tout énoncé dans la chaîne.

### Scepticisme
Les sceptiques rejettent les trois réponses ci-dessus et font valoir que les croyances ne peuvent être justifiées comme étant au-delà du doute. Il faut noter que de nombreux sceptiques ne nient pas que les choses peuvent apparaître d'une certaine manière. Toutefois, ces impressions sensorielles ne peuvent pas, du point de vue sceptique, être utilisées pour trouver des croyances qui ne peuvent être mises en doute. En outre, les sceptiques ne nient pas que, par exemple, de nombreuses lois de la nature donnent l'apparence de fonctionner ou de faire certaines choses qui donnent l'apparence de produire du plaisir / de la douleur ou même que la raison et la logique semblent être des outils utiles. Le scepticisme est de ce point de vue utile car il encourage la poursuite de l'enquête.

## Approches synthétisées

### Sens commun
La méthode du sens commun adoptée par des philosophes tels que Thomas Reid et G. E. Moore souligne que chaque fois que nous enquêtons, chaque fois que nous commençons à  penser à un sujet, nous devons faire des hypothèses. Quand on essaie de soutenir ces hypothèses avec des raisons, il faut faire encore plus d'hypothèses. Puisqu'il est inévitable que nous allons faire quelques hypothèses, pourquoi ne pas admettre ces choses qui sont le plus évidentes : les questions de bon sens dont personne ne doute jamais sérieusement.
Le « sens commun » ici ne renvoie pas aux vieux adages comme « la soupe de poulet est bonne pour le rhume » mais aux affirmations relatives au contexte dans lequel nos expériences se produisent. Des exemples de sens commun seraient « Les êtres humains ont généralement deux yeux, deux oreilles, deux mains, deux pieds »  ou « Le monde a un sol et un ciel » ou « les plantes et les animaux se présentent sous une grande variété de tailles et de couleurs » ou « je suis conscient et vivant en ce moment ». Ce sont tous des sortes de prétentions les plus absolument évidentes que l'on pourrait éventuellement faire et, selon Reid et Moore, des affirmations qui composent le « sens commun ».
Ce point de vue peut être considéré comme soit une version de fondationnalisme, avec les déclarations de bon sens qui occupent le rôle d'énoncés de base, soit comme une version de cohérentisme. Dans ce cas, les déclarations de bon sens sont des énoncés si cruciaux pour garder le discours cohérent qu'ils sont tous impossibles à nier.
Si la méthode du « sens commun » est correcte, alors les philosophes peuvent prendre les principes du « sens commun » pour acquis. Ils ne nécessitent pas de critères pour juger si une proposition est vraie ou non. Ils peuvent également prendre quelques justifications pour acquises, selon le sens commun. Ils peuvent contourner le problème du critère de Sextus parce qu'il n'y a pas de régression à l'infini ou de cercle de raisonnement.

### Philosophie critique
Un autre échappatoire au diallelus est la philosophie critique qui nie que les croyances devraient jamais être « justifiées » du tout. Au contraire, le travail des philosophes est de soumettre toutes les croyances (y compris les croyances au sujet des critères de vérité) à la « critique » et tenter de les discréditer plutôt que de les justifier. Alors, disent ces philosophes, il est rationnel d'agir sur ces croyances qui ont le mieux résisté à la critique, qu'elles répondent ou non à aucun critère spécifique de vérité. Karl Popper a développé cette idée d'inclure une « mesure quantitative » qu'il a appelé vraisemblance, ou ressemblance à la vérité. Il a montré que même si on ne pourrait jamais justifier une allégation particulière, on « peut » comparer par la critique la vraisemblance de deux affirmations concurrentes pour juger de celle qui est supérieure à l'autre.

### Pragmatisme
Le philosophe pragmatiste William James suggère que, finalement, tout le monde se stabilise à un certain niveau d'explication fondé sur ses préférences personnelles qui correspondent aux besoins psychologiques particuliers de l'individu. Les gens choisissent quel que niveau d'explication que ce soit qui répond à leurs besoins et des choses autres que la logique et la raison déterminent ces besoins. Dans le The Sentiment of Rationality, James compare le philosophe, qui insiste sur un haut degré de justification, et le rustre qui accepte ou rejette les idéaux sans beaucoup de réflexion:
« La tranquillité logique du philosophe n'est donc, en substance, pas autre que celle des rustres. Elles ne diffèrent que sur le moment où chacun refuse de laisser d'autres considérations bouleverser l'absoluité des données qu'il suppose. »

## Source de la traduction
- (en) Cet article est partiellement ou en totalité issu de l’article de Wikipédia en anglais intitulé « Regress argument » (voir la liste des auteurs).